# Staroleśne Stawy

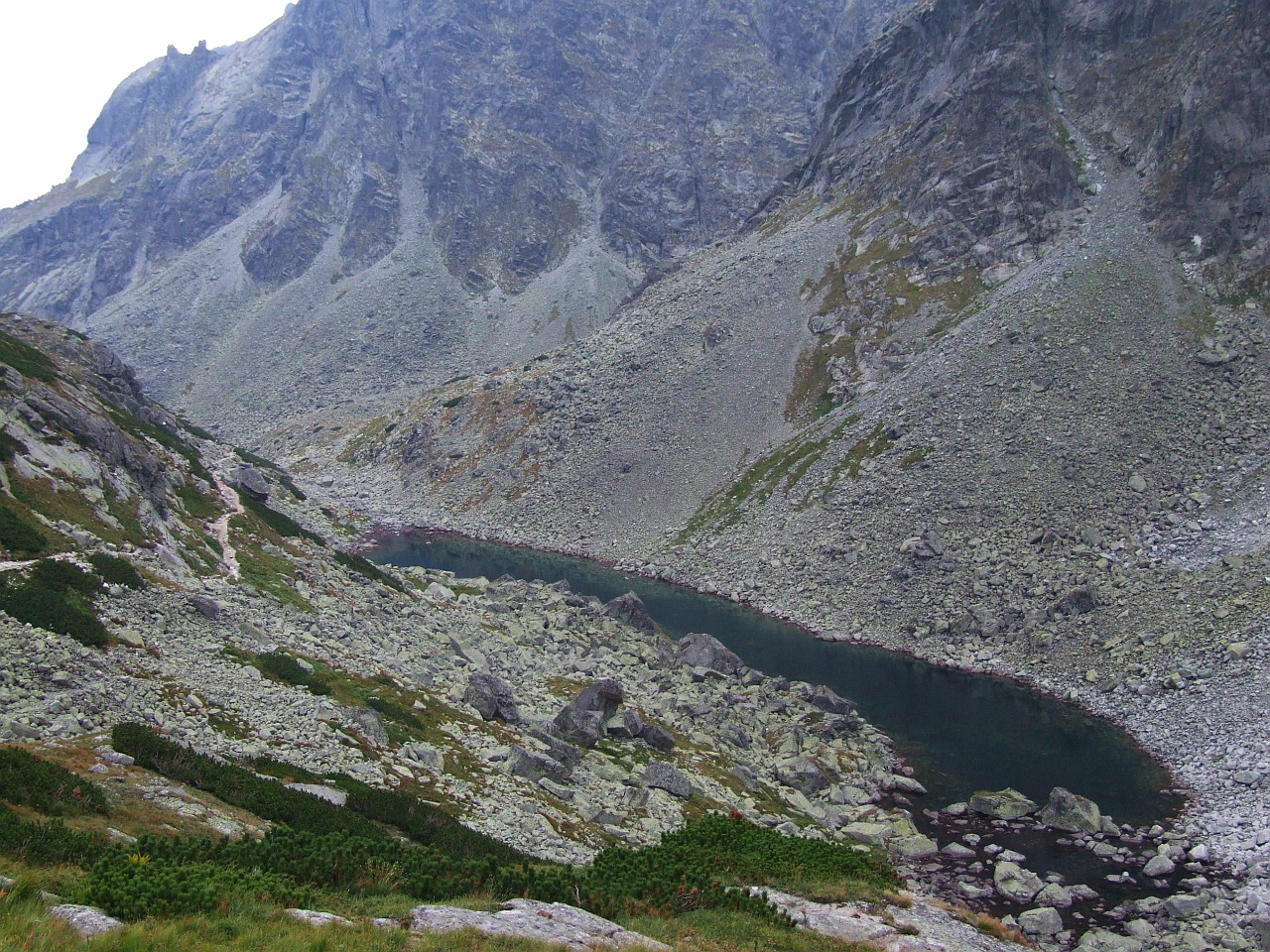
Długi Staw

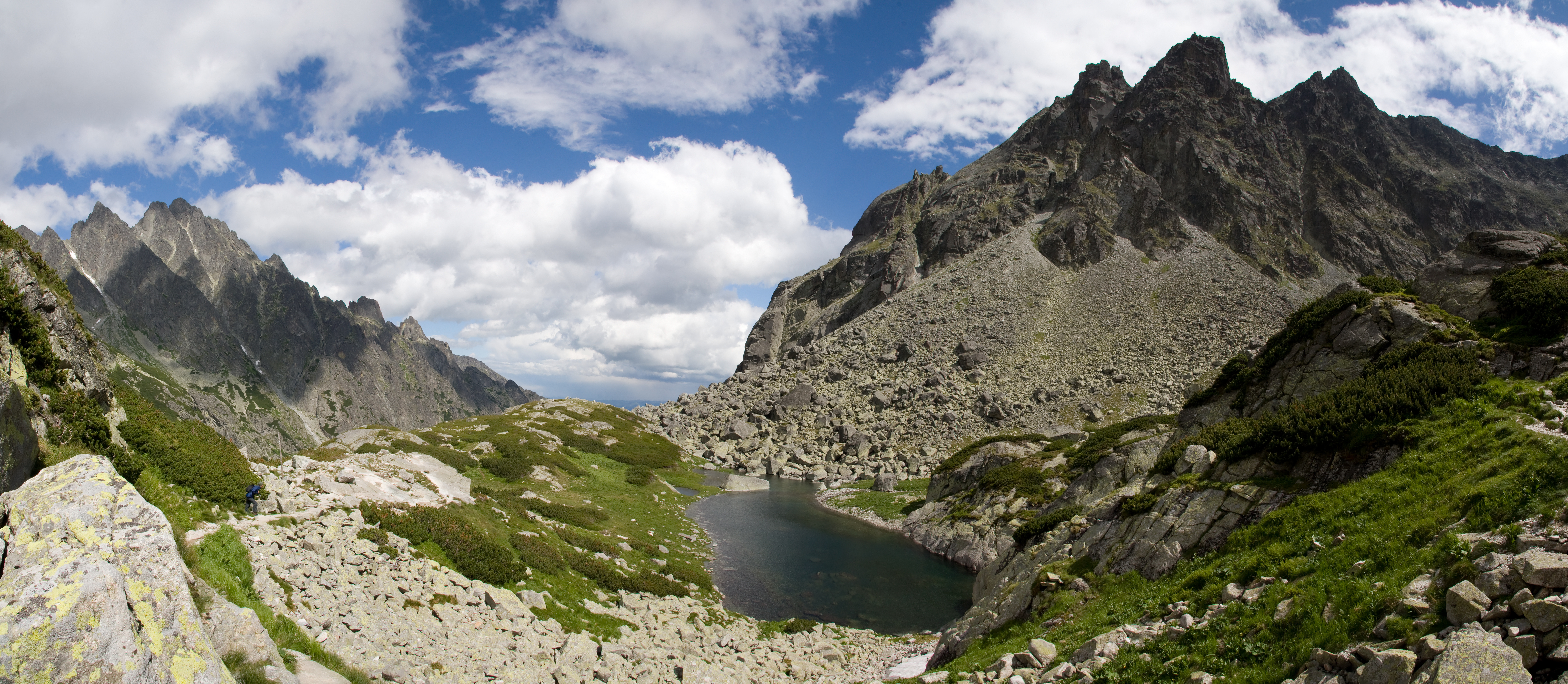
Warzęchowy Staw

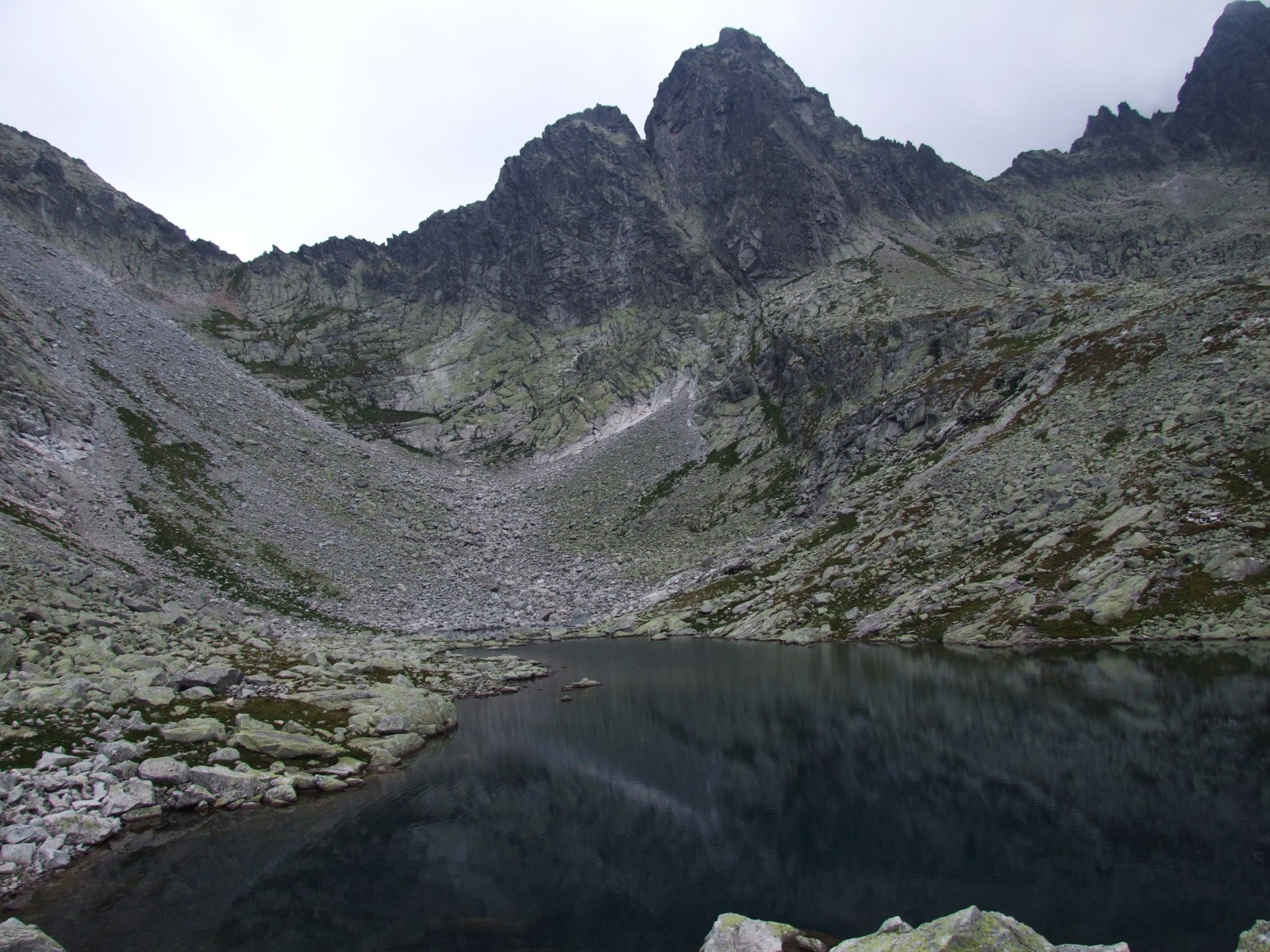
Pośredni Siwy Staw

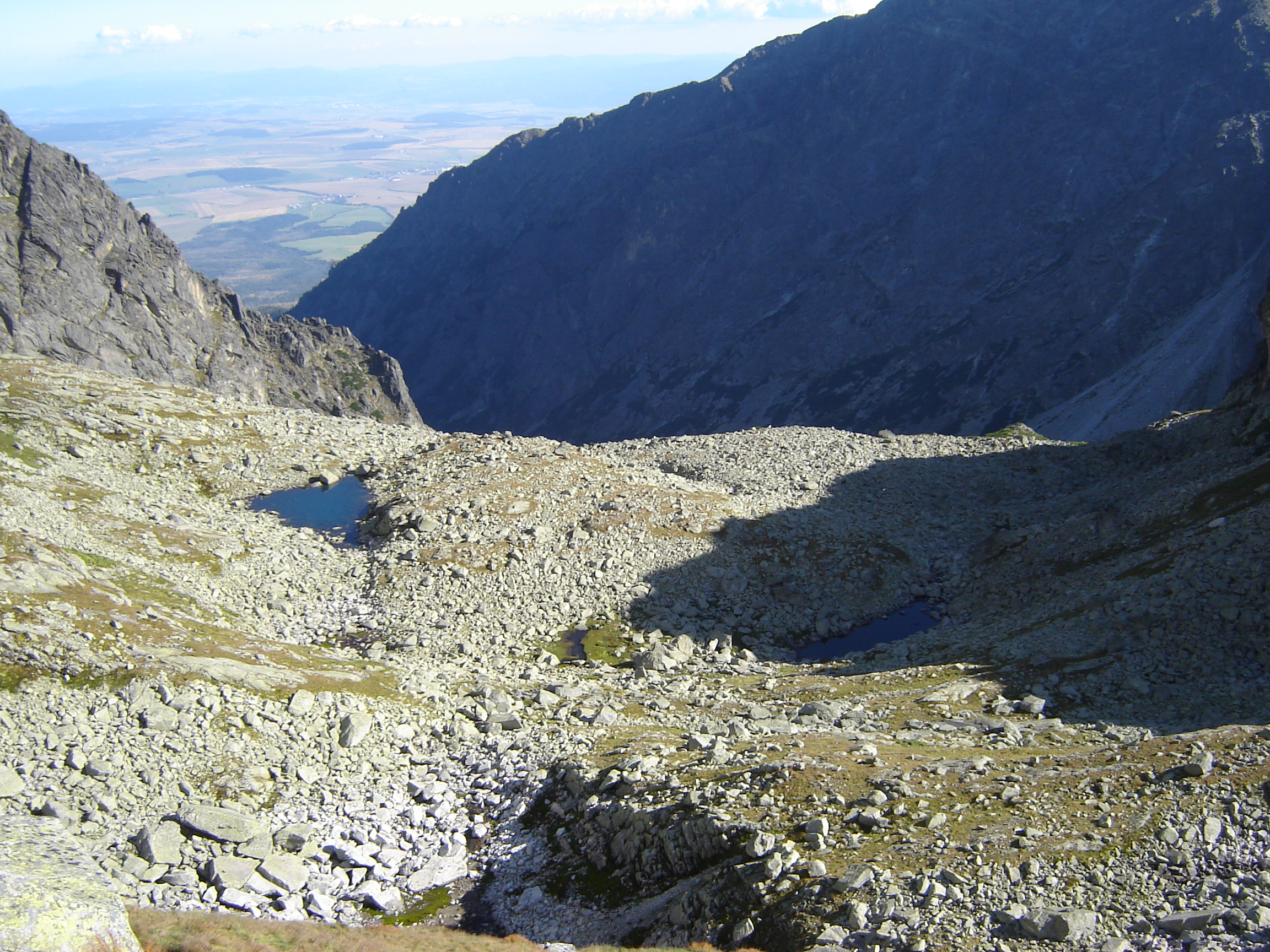
Strzeleckie Stawy

Staroleśne Stawy (słow. plesá Veľkej Studenej doliny, niem. Groß-Kohlbachseen, węg. Nagy-Tarpataki-tavak) – grupa jezior (w Tatrach nazywane są one stawami) w  Dolinie Staroleśnej w słowackich Tatrach Wysokich. Jest to najliczniejsza w całych Tatrach grupa stawów w jednej dolinie. Obejmuje 27 stawów o własnych nazwach oraz kilka okresowych stawków. W grupie Staroleśnych Stawów znajdują się:
- Długi Staw Staroleśny,
- Długie Oko,
- 3 Harnaskie Stawy: Niżni, Pośredni i Wyżni,
- 2 Harnaskie Oka: Wyżnie i Niżnie,
- 3 Niespodziane Stawki: Niżni, Pośredni i Wyżni,
- Pusty Staw Staroleśny,
- Mały Pusty Stawek,
- Puste Oko,
- 3 Siwe Stawy: Niżni, Pośredni, Wyżni,
- 2 Strzeleckie Stawy: Niżni i Wyżni,
- 2 Strzeleckie Oka,
- Warzęchowy Staw,
- 3 Zbójnickie Stawy: Niżni, Pośredni, Wyżni,
- Zbójnickie Oko,
- Zmarzły Staw Staroleśny (największy),
- Mały Zmarzły Stawek.

Nazewnictwo Staroleśnych Stawów jest od dawna pogmatwane i to nie tylko po polsku, ale także po słowacku i w innych językach. Nazwą Staroleśne Stawy i jej odmianami (Staroleśniańskie Stawy, Staroleśnickie Stawy) obejmowane były czasami wszystkie stawy tej doliny, a czasami tylko ich różnie pojmowane grupy, np. Zbójnickie Stawy lub Harnaskie Stawy albo obydwie te grupy razem. Na mapach z powodów technicznych nie wszystkie stawy są podpisane. Józef Nyka w swoim przewodniku Tatry Słowackie używa np. nazwy Staroleśne Stawy dla grupy Harnaskich Stawów.
Na Wikipedii przyjęte zostało nazewnictwo według Wielkiej encyklopedii tatrzańskiej.

## Szlaki turystyczne
– niebieski szlak znad Wodospadów Zimnej Wody i Rainerowej Chatki wzdłuż Staroleśnego Potoku do Schroniska Zbójnickiego i dalej na Rohatkę.
- Czas przejścia od Rainerowej Chatki do schroniska: 2:15 h, ↓ 1:45 h
- Czas przejścia od schroniska na przełęcz: 1:15 h, ↓ 55 min

  – żółty szlak jednokierunkowy prowadzący ze Schroniska Téryego przez Czerwoną Ławkę do Schroniska Zbójnickiego.
- Czas przejścia ze Schroniska Téryego na przełęcz: 1:30 h
- Czas przejścia z przełęczy do Schroniska Zbójnickiego: 1:45 h